# Aleksandr Bórtnikov
Aleksander Vasílievich Bórtnikov (en ruso: Алекса́ндр Васи́льевич Бо́ртников; Perm, 15 de noviembre de 1951) es un oficial de inteligencia ruso que se ha desempeñado como Director del Servicio Federal de Seguridad (SFS) desde el 12 de mayo de 2008. Es uno de los políticos más poderosos de los Silovik y considerado parte del círculo íntimo del presidente Vladímir Putin.

## Primeros años y carrera de inteligencia
Bórtnikov nació en Perm, RSFS de Rusia, en 1951. Se graduó en el Instituto de Ingenieros Ferroviarios de Leningrado en 1973 y se unió al Comité soviético para la Seguridad del Estado (KGB) en 1975. Pasó los siguientes 28 años trabajando para la KGB, su sucesor interino, el Servicio Federal de Contrainteligencia (SFC), y en última instancia, el SFS, con sede en San Petersburgo (antes Leningrado) durante todo ese período. Según The Times of London, Bórtnikov y Vladímir Putin se conocieron por primera vez cuando ambos estaban desplegados en Leningrado durante la década de 1970. En junio de 2003, Bórtnikov se convirtió en Jefe de la Dirección del SFS de la ciudad de San Petersburgo y del Óblast de Leningrado. El 24 de febrero de 2004 fue trasladado a Moscú y nombrado jefe del Servicio de Seguridad Económica del SFS, subdirector dentro de la agencia.
El 12 de mayo de 2008, fue nombrado Director del SFS por el presidente Dmitri Medvédev, algunos analistas de seguridad creían que los dos eran personalmente cercanos. Su mandato como director del SFS ha hecho que la agencia regrese a la "espada de castigo" que una vez se atribuyó a la Cheka.
También es miembro de la junta directiva de Sovkomflot, la compañía naviera y transportadora de hidrocarburos más grande de Rusia.

## Apariciones internacionales
En febrero de 2015, por invitación de los Estados Unidos, Bórtnikov encabezó una delegación rusa a una cumbre en Washington D. C. sobre la lucha contra el extremismo violento. Voló a los Estados Unidos presentando un nuevo tipo de Tupolev Tu-214VPU, único en su tipo, operado por el SFS.
Los días 27 y 28 de enero de 2018, Bórtnikov visitó nuevamente los Estados Unidos en un viaje muy inusual junto con el jefe del Servicio de Inteligencia Exterior (SIE) Sergey Naryshkin, y el jefe de inteligencia militar de las Fuerzas Rusas, Igor Korobov. Los tres se reunieron en Washington con el director de la CIA, Mike Pompeo, y según los comunicados de prensa de la CIA, supuestamente discutieron la amenaza que representan los combatientes del Estado Islámico que regresaban de Siria a Rusia y Asia Central luego de las intervenciones en la Guerra civil siria por parte de una coalición liderada por Estados Unidos y por separado por Rusia.

## Acusaciones

### Papel en el asesinato de Aleksandr Litvinenko

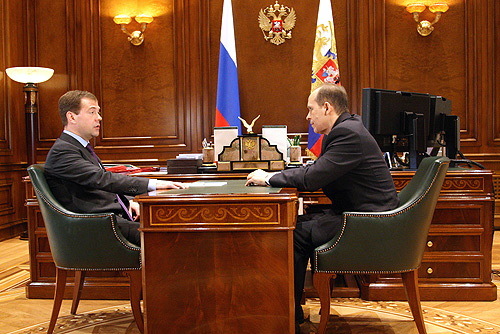
El jefe del SFS, Aleksander Bórtnikov (derecha), reunido con el presidente ruso, Dmitri Medvédev, en marzo de 2009, para discutir el fin de la operación antiterrorista en Chechenia.

En febrero de 2007, la revista rusa The New Times escribió sobre el plan para asesinar al oficial desertor del SFS, Aleksandr Litvinenko, con referencia a una fuente del SFS, alegando que "el jefe del Departamento de Seguridad Económica del SFS, el teniente general Aleksander Bórtnikov, supuestamente había sido designado supervisor de la operación".

### Papel en el asesinato de Andréi Kozlov
En mayo de 2007, se informó que estuvo implicado en un caso de lavado de dinero investigado por el Ministerio del Interior de Rusia en relación con el asesinato del subdirector del Banco Central, Andrey Kozlov.

### Acusaciones de corrupción
El 27 de julio de 2015, Novaya Gazeta publicó un informe de investigación que afirmaba que Bórtnikov, así como otros altos funcionarios del SFS, estaban involucrados en un asentamiento de tierras en el distrito Odintsov de Moscú. Según el periódico, el grupo arregló la venta de 4,8 hectáreas (12 acres) de terreno en el sitio de un jardín de infancia público a lo largo de la carretera Rublevo-Ospensky. A cambio de privatizar ilegalmente las tierras públicas, cada uno supuestamente recibió alrededor de $2,5 millones. Según el periódico, las investigaciones publicadas son una de las razones por las que el SFS ha ofrecido cerrar el acceso público al registro de propiedad de Rosreestr. El portavoz del Kremlin, Dmitri Peskov, dijo que no estaba al tanto de ninguna investigación sobre irregularidades.

### Justificaciones de las purgas estalinistas
En una carta abierta de diciembre de 2017 publicada por Kommersant, más de 30 académicos rusos criticaron a Bórtnikov por intentar legitimar la Gran Purga estalinista en una entrevista que concedió a Rossíiskaya Gazeta en el centenario del establecimiento de la Checa, en la que Bórtnikov dijo que los archivos mostraban que "una parte significativa" de los casos penales de ese período "tenían un lado objetivo". Nikita Petrov, un historiador que estudia los servicios de seguridad soviéticos para Memorial, condenó las afirmaciones de Bórtnikov como nihilismo legal en una entrevista con Novaya Gazeta.

### Sanciones
El 22 de febrero de 2022, en respuesta a que Rusia reconociera la independencia de las regiones separatistas en el este de Ucrania durante el preludio de la invasión rusa de Ucrania en 2022, el presidente de EE. UU., Joe Biden, anunció que impondría sanciones a varias personas y bancos rusos, incluidos Bórtnikov y su hijo, Denis, quien se desempeña como vicepresidente de VTB Bank.

### Acusaciones de complot golpista
El 20 de marzo de 2022, el Servicio de Seguridad de Ucrania (SSU) alegó que Bortinkov era el favorito para reemplazar a Vladímir Putin entre un grupo de élites rusas que conspiraban para asesinar a Putin en un intento por estabilizar la economía y restablecer los lazos con Occidente tras las sanciones impuestas contra Rusia por la invasión de Ucrania en 2022.